# Winterley and Wheelock Heath
Winterley and Wheelock Heath – dwie sąsiednie wsie w Anglii, w hrabstwie ceremonialnym Cheshire, w dystrykcie (unitary authority) Cheshire East. Leżą 36 km na wschód od miasta Chester i 235 km na północny zachód od Londynu.